# Tenedos equatorialis
Tenedos equatorialis är en spindelart som beskrevs av Rudy Jocqué och Léon Baert 2002. Tenedos equatorialis ingår i släktet Tenedos och familjen Zodariidae.
Artens utbredningsområde är Ecuador. Inga underarter finns listade i Catalogue of Life.